# Schürensöhlen
Schürensöhlen er en kommune i det nordlige Tyskland, beliggende i Amt Sandesneben-Nusse i den nordvestlige del af Kreis Herzogtum Lauenburg. Kreis Herzogtum Lauenburg ligger i delstaten Slesvig-Holsten.

## Geografi
Schürensöhlen ligger omkring 35 km nordøst for Hamborg, 17 km sydvest for Lübeck, 18 km nordnordvest for Mölln og cirka 19 km nordvest for Ratzeburg.